# Evgueni Tomachevski
Ievgueni Iourievitch Tomachevski (russe : Евгений Юрьевич Томашевский) est un joueur d'échecs russe né le 1er juillet 1987 à Saratov en Russie, grand maître international depuis 2005, champion d'Europe en 2009 et champion de Russie en 2015 et 2019. Il est surnommé « le professeur » par ses amis et ses coéquipiers.

## Carrière
En 2001, il remporte le championnat de Russie des moins de 18 ans à Rybinsk avec 9 points sur 10 et en 2004 il est deuxième du championnat du monde des moins de 18 ans.

### Champion d'Europe (2009)

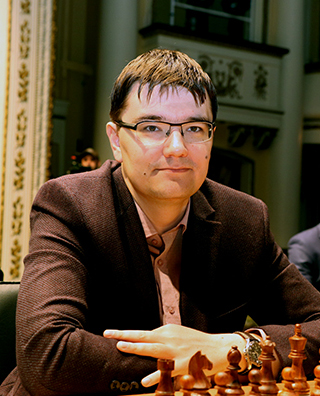
Tomachevski en 2018.

En 2007, il finit deuxième de l'Open Aeroflot et premier ex æquo de l'Open Aeroflot en 2011 (troisième au départage).
En 2009, Tomachevski remporte le dixième championnat d'Europe d'échecs individuel au départage.
Au 1er mars 2011, il est le 36e joueur mondial, avec un classement Elo de 2 707 points.

### Champion de Russie (2015 et 2019)
En 2015, il remporte la super-finale du Championnat de Russie et le Grand Prix FIDE de Tbilissi, 1,5 point devant Dmitri Iakovenko.
En 2016, il participe au tournoi de Wijk aan Zee se classant onzième sur quatorze, mais battant Fabiano Caruana lors de la dernière ronde l'empêchant de terminer premier ex æquo avec Magnus Carlsen.
En 2019, il remporte un deuxième titre de champion de Russie avec 7 points sur 11.

### Demi-finaliste de la Coupe du monde 2013
| Année | Lieu            | Résultat       | Ultime adversaire      | Adversaires battus                                                              |
| ----- | --------------- | -------------- | ---------------------- | ------------------------------------------------------------------------------- |
| 2007  | Khanty-Mansiïsk | troisième tour | Ruslan Ponomariov      | Rauf Mamedov, Enamul Hossain                                                    |
| 2009  | Khanty-Mansiïsk | troisième tour | Alexeï Chirov          | Alexander Ivanov, Aleksandr Khalifman                                           |
| 2011  | Khanty-Mansiïsk | troisième tour | Vugar Gashimov         | Zhao Zong-Yuan, Dmitri Andreïkine                                               |
| 2013  | Tromsø          | demi-finaliste | Dmitri Andreïkine      | Alejandro Ramírez, Wesley So, Levon Aronian, Aleksandr Morozevitch, Gata Kamsky |
| 2015  | Bakou           | troisième tour | Maxime Vachier-Lagrave | Ziaur Rahman, Nguyễn Ngọc Trường Sơn                                            |
| 2017  | Tbilissi        | deuxième tour  | Francisco Vallejo Pons | Mikhaïl Antipov                                                                 |
| 2019  | Khanty-Mansiïsk | troisième tour | Ian Nepomniachtchi     | Nikita Petrov, Aleksandr Predke                                                 |
| 2021  | Sotchi          | troisième tour | Pouya Idani            | Panneerselvam Iniyan                                                            |

### Compétitions par équipe
En 2010, Tomachevski est champion du monde par équipe avec la Russie.
En 2012, avec la Russie, il remporte la médaille d'argent par équipe lors de l'Olympiade d'Istanbul.
En 2013 il fait partie de l'équipe de Russie qui termine troisième aux Championnats d'Europe d'Échecs par équipe à Varsovie. 
En 2015, la Russie remporte la médaille d'or au championnat d'Europe avec Tomachevski au troisième échiquier.
En 2016, il remporte l'Olympiade de Bakou en jouant au troisième échiquier de la Russie.

## Style
Tomachevski qualifie son style de « flexible » et « basé sur l'estimation objective de [ses] ressources et capacités ». Il considère que les autres joueurs le qualifieraient de joueur « positionnel ».